# 히가시시오가마역
히가시시오가마역(일본어: 東塩釜駅, ひがししおがまえき)은 일본 미야기현 시오가마시에 있는, 동일본 여객철도의 철도역이다.

## 역 구조
2면 3선 구조의 지상역이다.

### 승강장
| 1 | ■ 센세키 선 |        | 다가조·센다이·아오바도리 방면                    |
| 2 | ■ 센세키 선 | (하행) | 마쓰시마카이간·다카기마치·야모토·이시노마키 방면 |
| 2 | ■ 센세키 선 | (상행) | 다가조·센다이·아오바도리 방면 (일부 시발 열차)   |
| 3 | ■ 센세키 선 |        | 다가조·센다이·아오바도리 방면 (시발 열차)        |

## 역세권 정보
- 센다이시오가마 항(ja)
- 국도 제45호선

## 역사
- 1927년 4월 18일: 미야기 전기철도의 전철역으로 영업 개시.
- 1944년 5월 1일: 국유화.
- 1981년 11월 1일: 복선화로 이설.
- 1987년 4월 1일: 민영화에 따라 동일본 여객철도의 소속이 되었다.
- 2003년
  - 2월 6일: 자동 개찰 도입.
  - 10월 26일: 스이카 도입.

## 인접역
| 동일본 여객철도 ■ 센세키 선 | 동일본 여객철도 ■ 센세키 선 | 동일본 여객철도 ■ 센세키 선    |
| --------------------------- | --------------------------- | ------------------------------ |
| 혼시오가마 아오바도리 방면  | ■ 쾌속                      | 마쓰시마카이간 다카기마치 방면 |
| 혼시오가마 아오바도리 방면  | ■ 보통                      | 리쿠젠하마다 다카기마치 방면   |